# منستریو
منستریو (به اسپانیایی: Monesterio) یک شهرستان در اسپانیا است که در استان باداخس واقع شده‌است.